# Уряд Шрі-Ланки
Уряд Шрі-Ланки — вищий орган виконавчої влади Шрі-Ланки.

## Голова уряду
- Прем'єр-міністр — Дінеш Гунавардена (англ. Dinesh Gunawardena).

## Кабінет міністрів
Склад чинного уряду подано станом на 26 лютого 2016 року.
| Логотип | Міністерство                                                                            | Міністр | Фото | Час на посаді | Час на посаді | Партія | Партія | Вебсайт |
| ------- | --------------------------------------------------------------------------------------- | --- | ---- | ------------- | ------------- | ------ | ------ | ------- |
|         | Міністерство вищої освіти та шляхів сполучення                                          | Лакшман Кірієлла (Lakshman Kiriella)                                                                                     |      |               |               |        |        |         |
|         | Міністерство внутрішніх справ                                                           | Ваджира Абейвардена (Vajira Abeywardena)                                                                                 |      |               |               |        |        |         |
|         | Міністерство внутрішніх справ, розвитку Північно-Західної провінції та культурних справ | Сеневіратн Бандара Навінн (R. M. Seneviratne Bandara Nawinne)                                                            |      |               |               |        |        |         |
|         | Міністерство водних ресурсів та іригації                                                | Віджит Віджаямуні де Сойса (Vijith Wijayamuni de Soysa)                                                                  |      |               |               |        |        |         |
|         | Міністерство державного управління                                                      | Ранджит Маддума Бандара (Ranjith Madduma Bandara)                                                                        |      |               |               |        |        |         |
|         | Міністерство електрики та відновлюваної енергетики                                      | Ранджит Сіямбалапітія (Ranjith Siyambalapitiya)                                                                          |      |               |               |        |        |         |
|         | Міністерство житлово-комунального господарства та будівництва                           | Саджит Премадаса (Sajith Premadasa)                                                                                      |      |               |               |        |        |         |
|         | Міністерство закордонної зайнятості                                                     | Талата Атукорала (Thalatha Atukorala)                                                                                    |      |               |               |        |        |         |
|         | Міністерство земель                                                                     | Мунасінгх Каріявасам Аппухамілаж Дон Сомадаса Гунавардана (Munasinghe Kariyawasam Appuhamilage Don Somadasa Gunawardana) |      |               |               |        |        |         |
|         | Міністерство землеробства                                                               | Навін Діссанаяке (Navin Dissanayake)                                                                                     |      |               |               |        |        |         |
|         | Міністерство закордонних справ                                                          | Мангала Пінсірі Самаравіра (Mangala Pinsiri Samaraweera)                                                                 |      |               |               |        |        |         |
|         | Міністерство мегаполісу та Західної провінції                                           | Паталі Чампіка Ранавака (Patali Champika Ranawaka)                                                                       |      |               |               |        |        |         |
|         | Міністерство місцевого самоврядування та Ради провінцій                                 | Фасзієр Мустафа (Faszier Musthapha)                                                                                      |      |               |               |        |        |         |
|         | Міністерство міського планування і водопостачання                                       | Рауф Хакім (Rauf Hakeem)                                                                                                 |      |               |               |        |        |         |
|         | Міністерство надзвичайних ситуацій                                                      | Анура Пріядхаршана Япа (Anura Priyadharshana Yapa)                                                                       |      |               |               |        |        |         |
|         | Міністерство науки, технології та досліджень                                            | Сусіл Премаджаянта (Susil Premajayantha)                                                                                 |      |               |               |        |        |         |
|         | Міністерство національного діалогу                                                      | Мано Ганесан (Mano Ganesan)                                                                                              |      |               |               |        |        |         |
|         | Міністерство національної політики та економічних справ                                 | Раніл Вікремесінгх (Ranil Wickremesinghe)                                                                                |      |               |               |        |        |         |
|         | Міністерство оборони                                                                    | Майтріпала Сірісена (Maithripala Sirisena)                                                                               |      |               |               |        |        |         |
|         | Міністерство освіти                                                                     | Акіла Вірадж Каріявасам (Akila Viraj Kariyawasam)                                                                        |      |               |               |        |        |         |
|         | Міністерство охорони здоров'я, харчування та традиційної медицини                       | Раджита Сенратне (Rajitha Senrathne)                                                                                     |      |               |               |        |        |         |
|         | Міністерство парламентської реформи і масмедіа                                          | Гаянта Карунатілака (Gayantha Karunathilaka)                                                                             |      |               |               |        |        |         |
|         | Міністерство первинного сектора промисловості                                           | Дая Гамаге (Daya Gamage)                                                                                                 |      |               |               |        |        |         |
|         | Міністерство портів і судноплавства                                                     | Арджуна Ранатунга (Arjuna Ranatunga)                                                                                     |      |               |               |        |        |         |
|         | Міністерство пошти та у справах ісламу                                                  | Мохамед Хашим Абдул Халім (Mohamed Hashim Abdul Haleem)                                                                  |      |               |               |        |        |         |
|         | Міністерство праці та відносин з профспілками                                           | Джон Сеневіратне (W. D. John Seneviratne)                                                                                |      |               |               |        |        |         |
|         | Міністерство промисловості та комерції                                                  | Рішад Батіютін (Rishad Bathiyutheen)                                                                                     |      |               |               |        |        |         |
|         | Міністерство професійної освіти                                                         | Махінда Самарасінгх (Mahinda Samarasinghe)                                                                               |      |               |               |        |        |         |
|         | Міністерство регіонального розвитку                                                     | Саратх Фонсека (Sarath Fonseka)                                                                                          |      |               |               |        |        |         |
|         | Міністерство реформи в'язниць, реабілітації, переселення та у справах індуїзму          | Дева Манохаран Свамінатан (Deva Manoharan Swaminathan)                                                                   |      |               |               |        |        |         |
|         | Міністерство риболовлі та розвитку морських ресурсів                                    | Махінда Амаравіра (Mahinda Amaraweera)                                                                                   |      |               |               |        |        |         |
|         | Міністерство розвитку Махавелі                                                          | Майтріпала Сірісена (Maithripala Sirisena)                                                                               |      |               |               |        |        |         |
|         | Міністерство розвитку внутрішніх регіонів                                               | Уделаппан Палані Дігамбарам (Udelappan Palani Digambaram)                                                                |      |               |               |        |        |         |
|         | Міністерство розвитку державних підприємств                                             | Кабір Хашим (Kabir Hashim)                                                                                               |      |               |               |        |        |         |
|         | Міністерство розвитку туризму та у справах християнства                                 | Джон Амаратунга (John A. E. Amarathunga)                                                                                 |      |               |               |        |        |         |
|         | Міністерство розвитку, стратегії та міжнародної торгівлі                                | Малік Самаравікрема (Malik Samarawickrema)                                                                               |      |               |               |        |        |         |
|         | Міністерство розробки нафтових ресурсів                                                 | Гадіма Віраккоді (Chadima Weerakkody)                                                                                    |      |               |               |        |        |         |
|         | Міністерство соціальної політики                                                        | Діссанаяке Мудіянселадж Суманавіра Банда Діссанаяке (Dissanayake Mudiyanselage Sumanaweera Banda Dissanayake)            |      |               |               |        |        |         |
|         | Міністерство спорту                                                                     | Даясірі Джаясекара (Dayasiri Jayasekara)                                                                                 |      |               |               |        |        |         |
|         | Міністерство сільського господарства                                                    | Думінда Діссанаяк (Duminda Dissanayake)                                                                                  |      |               |               |        |        |         |
|         | Міністерство телекомунікацій та цифрової інфраструктури                                 | Харін Фернандо (Harin Fernando)                                                                                          |      |               |               |        |        |         |
|         | Міністерство транспорту і цивільної авіації                                             | Німал Сіріпала ді Сілва (Nimal Siripala de Silva)                                                                        |      |               |               |        |        |         |
|         | Міністерство у справах жінок і дітей                                                    | Чандрані Бандара (Chandrani Bandara)                                                                                     |      |               |               |        |        |         |
|         | Міністерство у справах сільської економіки                                              | Пелісге Харісан (Pelisge Harisan)                                                                                        |      |               |               |        |        |         |
|         | Міністерство фінансів                                                                   | Раві Карунанаяке (Ravi Karunanayake)                                                                                     |      |               |               |        |        |         |
|         | Міністерство юстиції та буддизму                                                        | Віджедаса Раджапакше (Wijedasa Rajapakshe)                                                                               |      |               |               |        |        |         |
|         | Міністерство юстиції та розвитку Південної провінції                                    | Сагала Ратнаяке (Sagala Ratnayake)                                                                                       |      |               |               |        |        |         |